# Frankenstein Island
Pour plus de détails, voir Fiche technique et Distribution.
Frankenstein Island est un film américain, sorti en 1981.

## Fiche technique
- Titre : Frankenstein Island
- Réalisation : Jerry Warren
- Scénario : Jerry Warren
- Pays d'origine : États-Unis
- Format : Couleurs - Mono
- Genre : horreur
- Durée : 97 minutes
- Date de sortie : 1981

## Distribution
- John Carradine : Dr Frankenstein
- Robert Clarke : Dr Paul Hadley
- Steve Brodie : Jocko
- Cameron Mitchell : Clay Jayson
- Robert Christopher : Mark Eden
- Tain Bodkin : Curtis Ryan
- Patrick O'Neil : Dino
- Andrew Duggan : le Colonel